# Sainte-Anne (Doubs)
Sainte-Anne is een gemeente in het Franse departement Doubs (regio Bourgogne-Franche-Comté) en telt 27 inwoners (2009). De plaats maakt deel uit van het arrondissement Besançon.

## Geografie
De oppervlakte van Sainte-Anne bedraagt 6,2 km², de bevolkingsdichtheid is dus 4,4 inwoners per km².
De onderstaande kaart toont de ligging van Sainte-Anne (Doubs) met de belangrijkste infrastructuur en aangrenzende gemeenten.

## Demografie
Onderstaande figuur toont het verloop van het inwonertal (bron: INSEE-tellingen).